# Brät

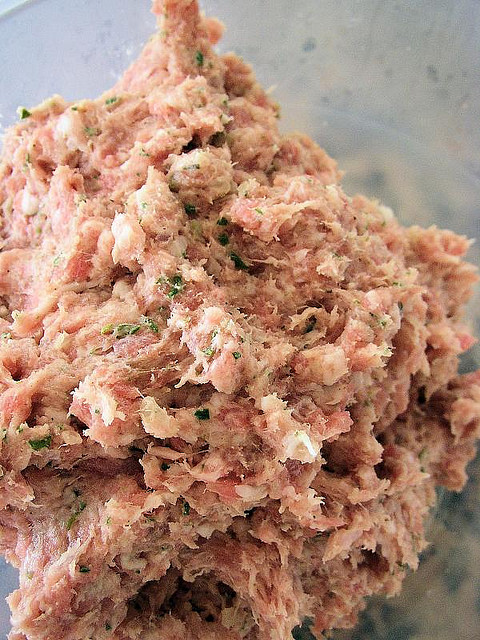
Brät für die Wurstherstellung

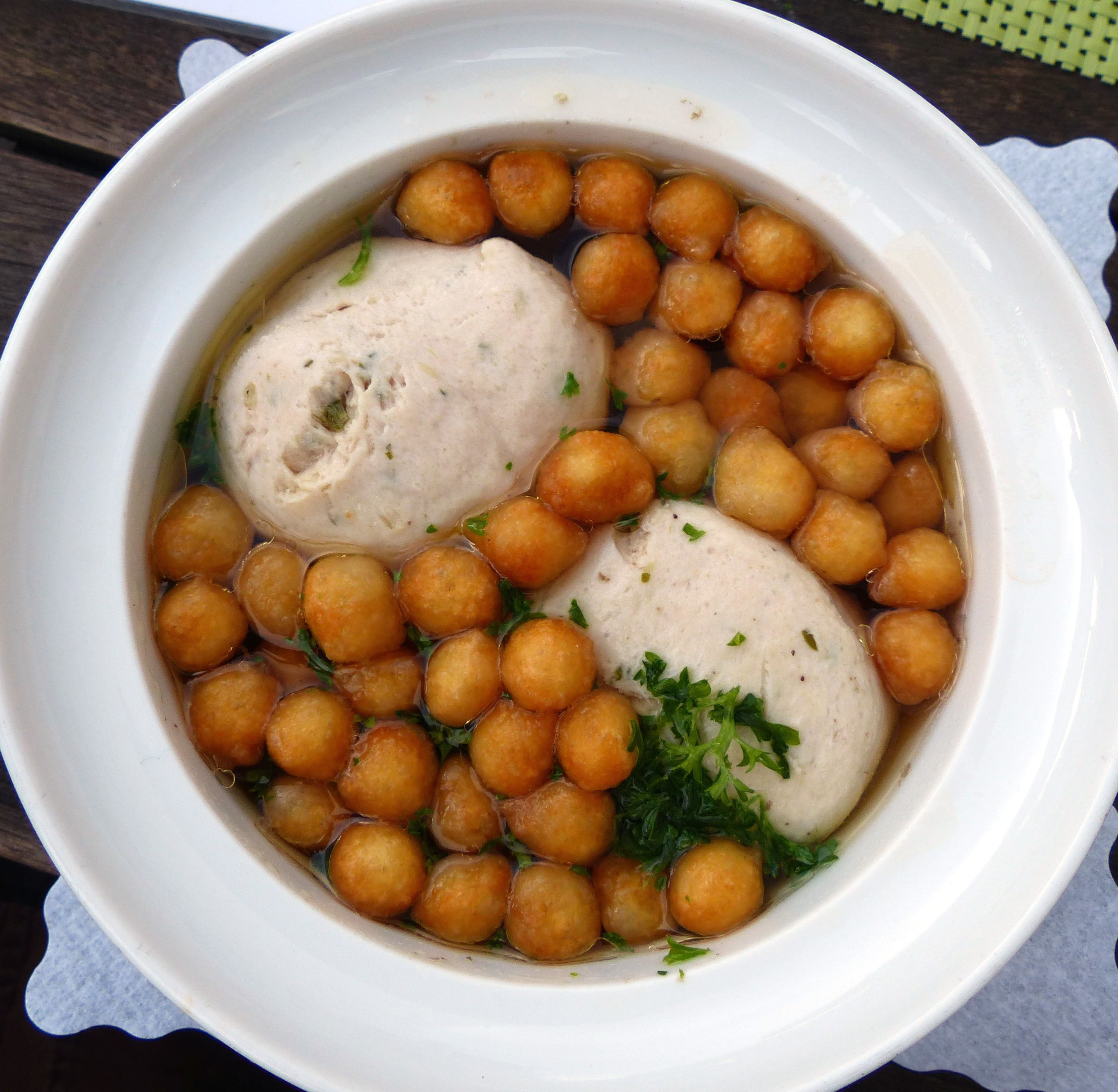
Brätknödelsuppe mit Backerbsen

Brät oder Wurstbrät (von althochdeutsch brāto, „schieres Fleisch, Weichteile“) ist Hackfleisch oder fein gekuttertes Fleisch, wie es zur Wurstherstellung verwendet wird. Neben Salz und Gewürzen wird häufig auch Wasser in Form von Flockeneis („Eisschnee“) zugegeben, um eine für die Wurstherstellung geeignete Konsistenz zu erreichen.
Hergestellt wird Brät mit dem Fleischwolf oder industriell mit dem Kutter – dann wird Wasser meist als Eis zugegeben, um die Masse trotz der hohen Verarbeitungsgeschwindigkeit kühl zu halten und so ein Gerinnen der Proteine zu verhindern. Früher wurde Brät von Hand mit dem Wiegemesser oder Mörser hergestellt.
Neben der Verwendung als Wurstfüllung wird es auch als Einlage von Suppen eingesetzt, so in der Brätspätzlesuppe, der Brätknödelsuppe oder in Verbindung mit Teigwaren wie im Brätstrudel oder der Maultasche.
Ähnliche Zubereitung aus Schweinefleisch ist Mett, das direkt verzehrt oder zu Mettwurst verarbeitet wird, und Tatar vom Rind, das ebenfalls roh verzehrt wird.
Als Bratwurstgehäck bezeichnet man in Süddeutschland, insbesondere Franken und der Oberpfalz, die zubereitete Hackfleischmischung, die als Füllung für Bratwurst vorbereitet wird. Nicht alles davon wird zu Bratwürsten verarbeitet. Bratwurstgehäck kann gut gewürzt in Dosen abgefüllt und dann (je nach Konsistenz) als Brotaufstrich oder Brotbelag verwendet werden. Alternativ kann Bratwurstgehäck auch sehr frisch verzehrt, wobei meist Zwiebeln und Petersilie zum Anrichten verwendet werden.

## Bratwurst-Grundbrät
Als Bratwurst-Grundbrät bezeichnet man in der deutschen Lebensmittelherstellung ein Standardrezept zur Wurstherstellung.
Für die Herstellung verwendet man Schweinefleisch, Schweinebauch ohne Schwarte und Speck. Typische Gewürze sind Kochsalz, Pfeffer, Mazis, Ingwer, Kardamom und Zitronenpulver. Die Zutaten werden zusammen mit Eis-Schnee und Kutterhilfsmittel in einem Kutter feinst zerkleinert. Anschließend wird es entweder direkt zu Bratwürsten verarbeitet oder wird als Zutat bei verschiedenen Wurstrezepten verwendet.

## Aufschnitt-Grundbrät
Als Aufschnitt-Grundbrät bezeichnet man in der deutschen Lebensmittelherstellung ein Standardrezept zur Wurstherstellung.
Für die Herstellung verwendet man sehnenreiches Schweinefleisch, Schweinebauch ohne Schwarte, Schweinebacken und Speck. Typische Gewürze sind Pökelsalz, Pfeffer, Macis, Koriander, Ingwer, Kardamom und Paprikapulver. Zutaten wie Farbstabilisator und Geschmacksverstärker wie Glutamat sind üblich. Das Fleisch wird der Reihe nach gekuttert, wobei man magere Fleischteile zuerst hinzugibt, damit sie stärker zerkleinert werden. Es wird sowohl vorgesalzenes/vorgepökeltes als auch ungesalzenes Fleisch verwendet. Für die Rötung gibt man darum ggf. Pökelsalz beim Kuttern hinzu. Während des Kutterns gibt man bis zu 20 % Eisschnee hinzu, damit die Masse gekühlt und zur Lockerung Wasser eingearbeitet wird. Die Masse wird zu einem feinst zerkleinerten Brät gekuttert und dabei gewürzt, sodass keine Klumpen entstehen. Das Brät ist für die sofortige Verwendung bestimmt und soll als Hackmasse nicht länger als 3 Stunden gelagert werden, um eine einwandfreie Qualität zu sichern.

## Fleischwurstbrät
Als Fleischwurstbrät bezeichnet man das Brät, was in der deutschen Lebensmittelherstellung ursprünglich für Fleischwurst verwendet wurde. Es entspricht dem Standardrezept für Lyoner.